# Казанін Марко Ісаакович
Марко Ісаакович Казанін (псевдоніми Таневський, Лотов; 12 (24) лютого 1899 , Кривий Ріг, Херсонська губернія  — 1972 , Москва ) — радянський сходознавець, історик, географ, літератор.

## Життєпис
Народився 12 (24) лютого 1899 року в містечку Кривий Ріг у родині Ісаака Казаніна та Катерини Ліфшиць.
1906 року разом із сім'єю переїхав до Харбіна, звідки згодом батьки та брат поїхали до США.
У 1917—1920 роках навчався в Харбінському чоловічому 8-класному комерційному училищі, яке закінчив із золотою медаллю, потім у Східному інституті (Владивосток). У 1920—1921 роках — 1-й секретар дипломатичної місії Далекосхідної республіки в Китаї.
Від 1922 року — викладач Московського інституту сходознавства, за направленням якого 1923 року був слухачем Лейпцизького університету.
У 1924—1926 роках — секретар представництва ВРНГ у Лондоні, де отримав диплом китайського відділення Східного інституту Лондонського університету.
У 1926—1927 роках — співробітник військової місії штабу Головного військового радника Національно-революційної армії Китаю В. К. Блюхера.
У 1927—1932 роках — викладач КУТК, від 1932 року — викладач КУТВ, ІЧП, Московського інституту сходознавства, географічного факультету МДУ. Співробітник НДІ з Китаю та ІСГіСП.
Не пізніше 5 вересня 1937 заарештовано і 4 грудня 1937 року Особлива нарада НКВС СРСР засудила на 5 років виправно-трудових таборів. 10 вересня 1942 року звільнено з Ухто-Іжемського ВТТ (Комі АРСР).
Повторно заарештовано 1951 року і 22 вересня 1951 року Особливою нарадою при МДБ СРСР засудила на 15 років виправно-трудових таборів за статтею 58-1а КК РРФСР. 28 липня 1956 року звільнено з табору в Омській області та реабілітовано. За першою справою реабілітовано 1957 року.
Після звільнення займався історією російсько-китайських відносин, перекладами та публікацією джерел з історії Китаю.
Помер у 1972 році в Москві.
Брат американського вченого Джейкоба Казаніна

## Наукова робота та праці
Фахівець та один із засновників економічної та регіональної географії Китаю. Перед арештом брав участь у колективній роботі ІСГіСП «Економічно-географічні нариси провінцій Китаю». Автор понад 60 наукових та науково-публіцистичних праць, перекладів китайською, японською, англійською мовами.
- Нарис економічної географії Китаю = Очерк экономической географии Китая. — М.-Л., 1934—1935.
- Записки секретаря місії. Сторінки історії перших років радянської дипломатії = Записки секретаря миссии. Странички истории первых лет советской дипломатии. — М., 1962, 1963.
- У штабі Блюхера. Спогади про китайську революцію 1925—1927 = В штабе Блюхера. Воспоминания о китайской революции 1925—1927. — М., 1966.
- Рубин эмира бухарского. — М. : Детская литература, 1964. — 207 с.